# Юнан, Файя
Файя Юнан (араб. فايا يونان‎; род. 20 июня 1992, Эль-Хасака) — сирийская певица, вошедшая в Книгу рекордов Гиннесса как первая певица с Ближнего Востока, профинансировавшая дебютную песню.

## Биография

### Юность и образование
Файя Юнан родилась 20 июня 1992 года в городе Эль-Хасака — она по происхождению ассирийка. Выросла в Алеппо, с детства увлекалась музыкой и пела, участвовала в вокальных конкурсах.
В возрасте 11 лет Файя вместе со своей семьёй эмигрировала в Швецию и проживала там до 2010 года. В 2010 году она уехала в Великобританию, где поступила в Университет Глазго, в котором изучала социальные науки, экономику и бизнес. Получив образование, вернулась в Швецию и некоторое время работала волонтёром в Шведском Красном Кресте.

### Карьера певицы

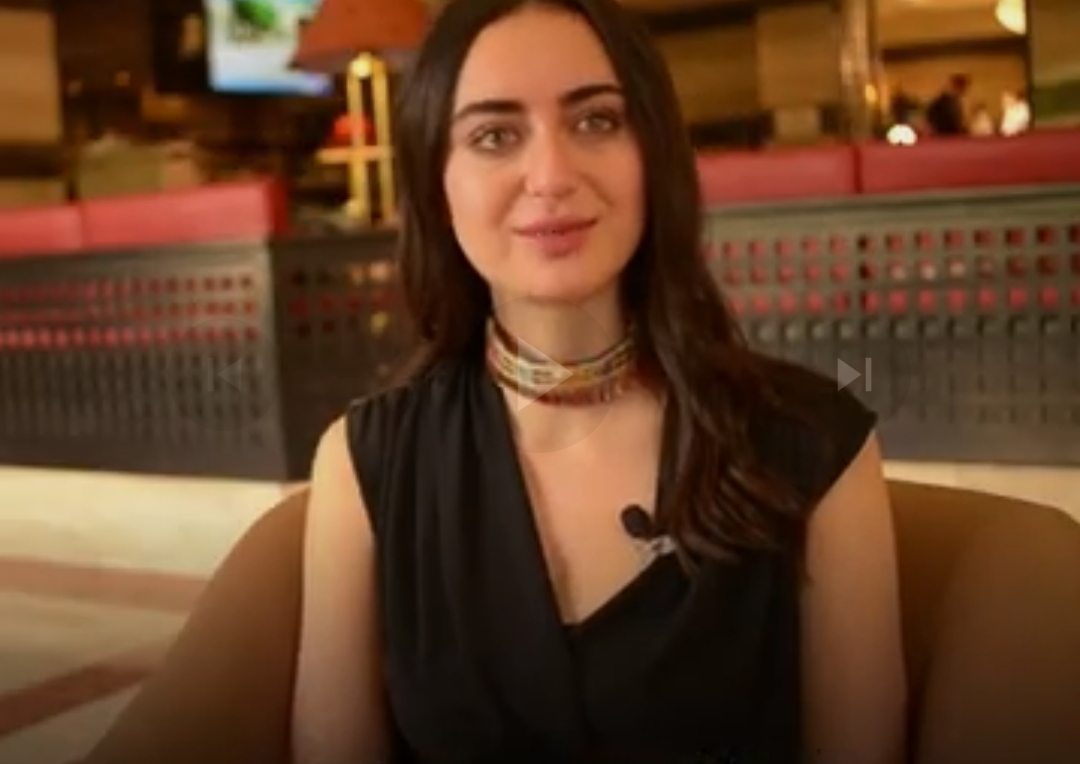
Файя Юнан в 2020 году

В октябре 2014 года, вдохновлённая и обеспокоенная политической обстановкой в родной стране и соседних государствах, вместе со своей сестрой Рихан записала видео «To Our Countries». Она исполнила несколько песен ливанской певицы Файруз («Baghdad», «Li Beirut»). Видео стало вирусным на YouTube и на третий день собрало 250 000 просмотров. Успех видео позволил ей сосредоточиться на музыкальной карьере и стать певицей.
В апреле 2015 года Юнан выпустила дебютный сингл «Ohebbou Yadayka». Средства на свою первую песню певица собирала посредством краудфандинга, благодаря чему попала в Книгу рекордов Гиннесса как первая певица с Ближнего Востока, профинансировавшая дебютный сингл.
В марте 2017 года певица выпустила свой первый альбом A Sea Between Us.
В марте 2019 года вышел второй альбом Юнан Tales of the Heart. Как отмечают критики, у неё «мягкий тембр голоса, её творчество возвращает к наследию в арабской музыке через её голос, который отдаёт дань её богатству, в то же время переплетаясь с западными музыкальными влияниями».

## Альбомы
- 2017 — A Sea Between Us
- 2019 — Tales of the Heart